# Tasiusaq (Nanortalik)
Tasiusaq è un minuscolo villaggio della Groenlandia di 79 abitanti. Si trova nel Fiordo di Tasermiut, a 60°11'35"N 44°49'11"O; appartiene al comune di Kujalleq.